# Gunnar Holm
Gunnar Holm (* 24. Januar 1916; † 20. oder 21. Jahrhundert) war ein dänischer Badmintonspieler. 

## Karriere
Gunnar Holm wurde 1933 erster nationaler Juniorenmeister in Dänemark. Bei den Erwachsenen war er 1939 im Herrendoppel mit Niels Kjems erfolgreich. Er repräsentierte Dänemark 1935, 1938 und 1939 gegen Wales sowie 1939 und 1943 gegen Schweden im Nationalteam. Holm war ebenfalls als Tennisspieler aktiv.